# I Hate U
"I Hate U" é uma canção gravada pela cantora estadunidense SZA, presente em seu segundo álbum de estúdio SOS (2022). A faixa foi lançada através das gravadoras Top Dawg Entertainment e RCA Records em 3 de dezembro de 2021 como o segundo single de divulgação do álbum. Inicialmente, a faixa foi lançada no SoundCloud em 22 de agosto de 2021. "I Hate U" é uma canção do gênero electro-R&B com um instrumental leve, contendo um refrão descontraído e versos influenciados pelo hip hop. Sobre seu conteúdo lírico, "I Hate U" aborda o fim de um relacionamento, mostrando o ponto de vista de SZA detalhando o que deu errado no relacionamento, expressando seu ressentimento em relação ao ex-parceiro, mas reconhecendo que ainda sente falta dele.
Após o seu lançamento, ela estreou simultaneamente como número um no Spotify dos Estados Unidos e na parada de músicas de streaming da Apple Music; e quebrou o recorde de música de R&B mais transmitida por uma artista feminina na Apple Music em sua primeira semana. A canção estreou no número sete na parada Billboard Hot 100 dos Estados Unidos, tornando-se a segunda música de SZA a estrear no topo, ao mesmo tempo em que estreou no número um na parada Hot R&B/Hip-Hop Songs. A faixa também alcançou a posição quarenta na Austrália, Irlanda e Reino Unido.

## Antecedentes
A canção foi originalmente lançada exclusivamente no SoundCloud em uma conta anônima de SZA em 22 de agosto de 2021, junto com outras duas faixas, "Joni" e "Nightbird". Ela revelou que seu astrólogo a encorajou a lançar as músicas. Depois que "I Hate U" recebeu uma resposta calorosa dos fãs e ganhou popularidade viral no aplicativo de compartilhamento de vídeo TikTok, SZA decidiu fazer um lançamento oficial da faixa. No entanto, depois que a música alcançou o primeiro lugar no Apple Music dos Estados Unidos, SZA revelou que a música é um single oficial, postando nas redes sociais: "Uma coisa sobre vocês: vocês vão torná-la um single! Eu amo vocês! Muito obrigado!. Ela também considerou o lançamento do SoundCloud um "experimento".

## Composição e recepção crítica
"I Hate U" tem uma produção no gênero electro-R&B, com influências do lo-fi e hip hop. Justin Curto, do Vulture, rotulou "I Hate U" como uma "música bacana de separação, ancorada pela franqueza lírica de SZA", entre os vocais de SZA". Alexander Cole, do HotNewHipHop, elogiou a "produção sombria que complementa perfeitamente a voz da cantora" e observou: "ao longo da faixa, ela canta sobre um rompimento recente e como ela gostaria que as coisas tivessem ocorrido de maneira diferente". Ciaran Brennan, do Hot Press, disse que a música, junto com "Joni" e "Nightbird", "mostra a diversidade musical de SZA", com a cantora "alternando entre vocais apaixonados e emocionais e versos descontraídos". Robyn Mowat, do Okayplayer, observou como a música "está cheia de reflexões sobre o amor, mágoa e sua cabeça em relação a um amor que deu errado".
Jack McLoone, do NorthJersey.com, considerou a assinatura da faixa de SZA, apesar de achar que "seus vocais no refrão são mais etéreos, enquanto nos versos ela se aproxima da entrega tradicional de R&B com algumas influências claras do hip hop. Naledi Ushe, do PopSugar, chamou isso de "um banger para todas as pessoas de coração partido (passado e presente) do mundo". Comparando a faixa com "Eye Hate U" (1995), de Prince, os editores de Jezebel descreveu a canção como "um ritmo relaxado e um verdadeiro teclado de yacht rock sublinham o amor 'foda-se' e a ideia abrangente de odiar alguém porque você os ama muito". Eles observaram, no entanto, que "apesar do título da música, não é uma despedida, mas uma ligação de volta, elogiando o gancho "ágil". Jason Lipshutz, da Billboard, elogiou a música por mostrar "o poder vocal que a tornou uma figura tão cativante no pop mainstream e no R&B". Da mesma forma, David Aaron Blake, do HipHopDX disse, sobre o sintetizador "lamentável" e o instrumental "exuberante", é a "voz incontrolável e estrondosa" de SZA.

## Vídeo musical
Um vídeo musical foi lançado para acompanhar "I Hate U" em 7 de janeiro de 2022. O vídeo, dirigido por Jack Begert, gira em torno de um homem, interpretado pelo ator Lakeith Stanfield, em uma discussão acalorada ao telefone. Após o telefonema, ele se vê sozinho caminhando pela praia tentando acender um cigarro. Ele então recebe uma mensagem de SZA que diz "eu te odeio", levando-o a jogar seu telefone no oceano. O vídeo termina com as palavras "Not The End", sugerindo uma possível continuação.

## Histórico de lançamento
| Região         | Data de lançamento    | Formato                        | Gravadora    |
| -------------- | --------------------- | ------------------------------ | ------------ |
| Vários         | 3 de dezembro de 2021 | Download digital streaming     | Top Dawg RCA |
| Estados Unidos | 11 de janeiro de 2022 | Urban contemporany radio       | RCA          |
| Estados Unidos | 15 de março de 2022   | Urban adult contemporany radio | RCA          |